# Palazzo dello Sport Maria Piantanida

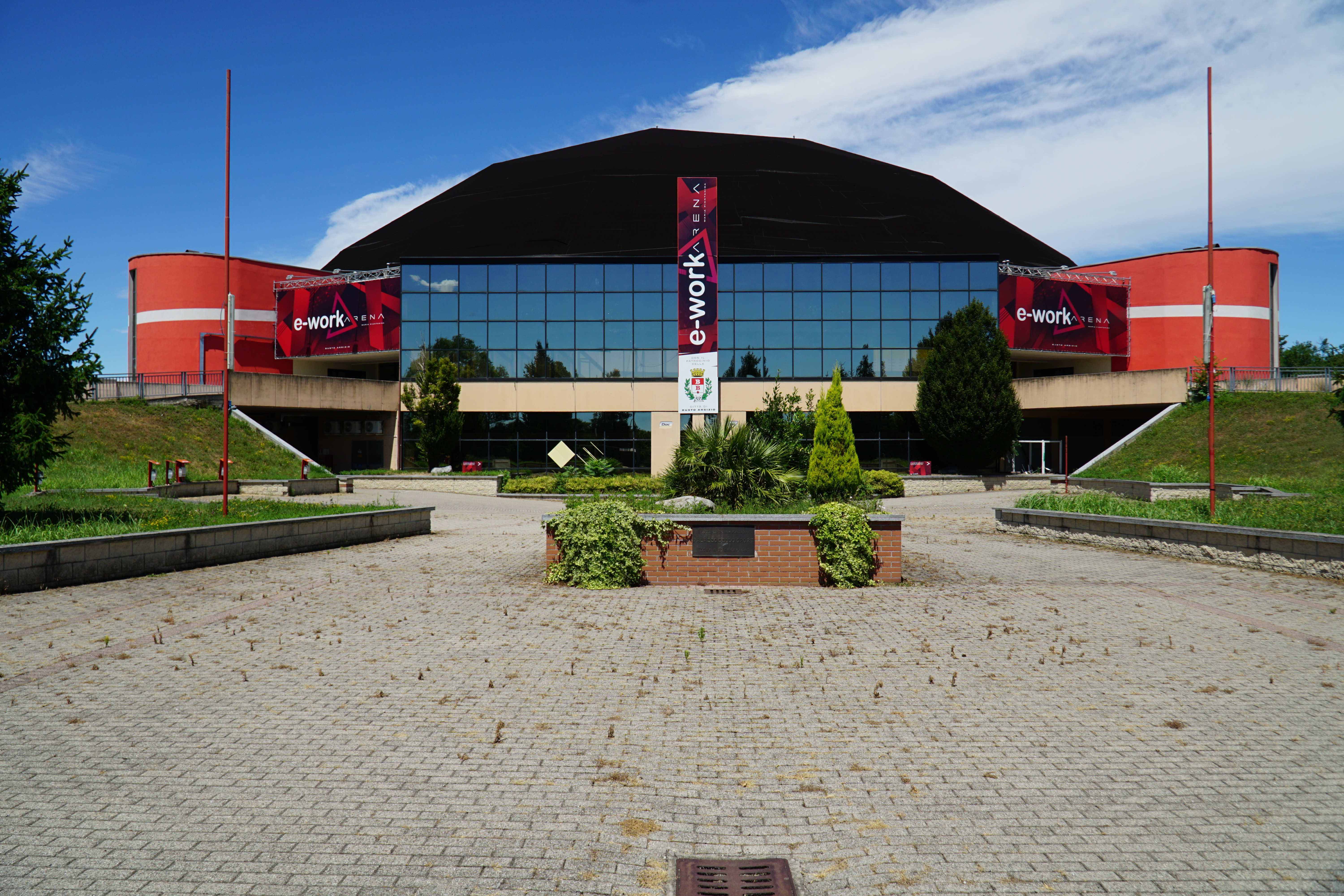
Palazzo dello Sport Maria Piantanida.

Palazzo dello Sport Maria Piantanida är en inomhusarena i Busto Arsizio i norra Italien. Arenan har en kapacitet på 4 490 åskådare och används för volleyboll av UYBA Volley. Den är uppkallad efter Maria Piantanida (1905–1990), en tidig pionjär inom italiensk friidrott som kom från orten.
Anläggningen invigdes 1997 och har under åren haft fler lika namn. Den var en av fyra arenor som användes för EM 2011 i volleyboll för damer.